# Прапор села Вузлового
Пра́пор Вузлового — офіційний символ села Вузлове Шептицького району Львівської області. Затверджений 30 червня 2000 року сесією сільської ради. 
Автор проекту — А. Гречило.

## Опис
Квадратне зелене полотнище, посередині на тлі двох білих діагональних смуг (завширшки в 1/8 сторони прапора) стоїть на задніх лапах жовтий ведмідь із червоним язиком і пазурами. 

## Зміст
Андріївський хрест уособлює назви поселення – сучасну Вузлове (як дві дороги, що на перетині мають «вузол») та стару Холоїв (як початкова літера). Ведмідь вказує, що давнє містечко виникло серед густих лісів. Зелений колір характеризує місцеву природу.